# Monastère de Sant Pau del Camp
Le monastère de Sant Pau del Camp est un ancien monastère bénédictin situé dans le quartier d'El Raval à Barcelone. Le monastère constitue l'un des bâtiments romans les mieux conservés de la ville.

## Histoire

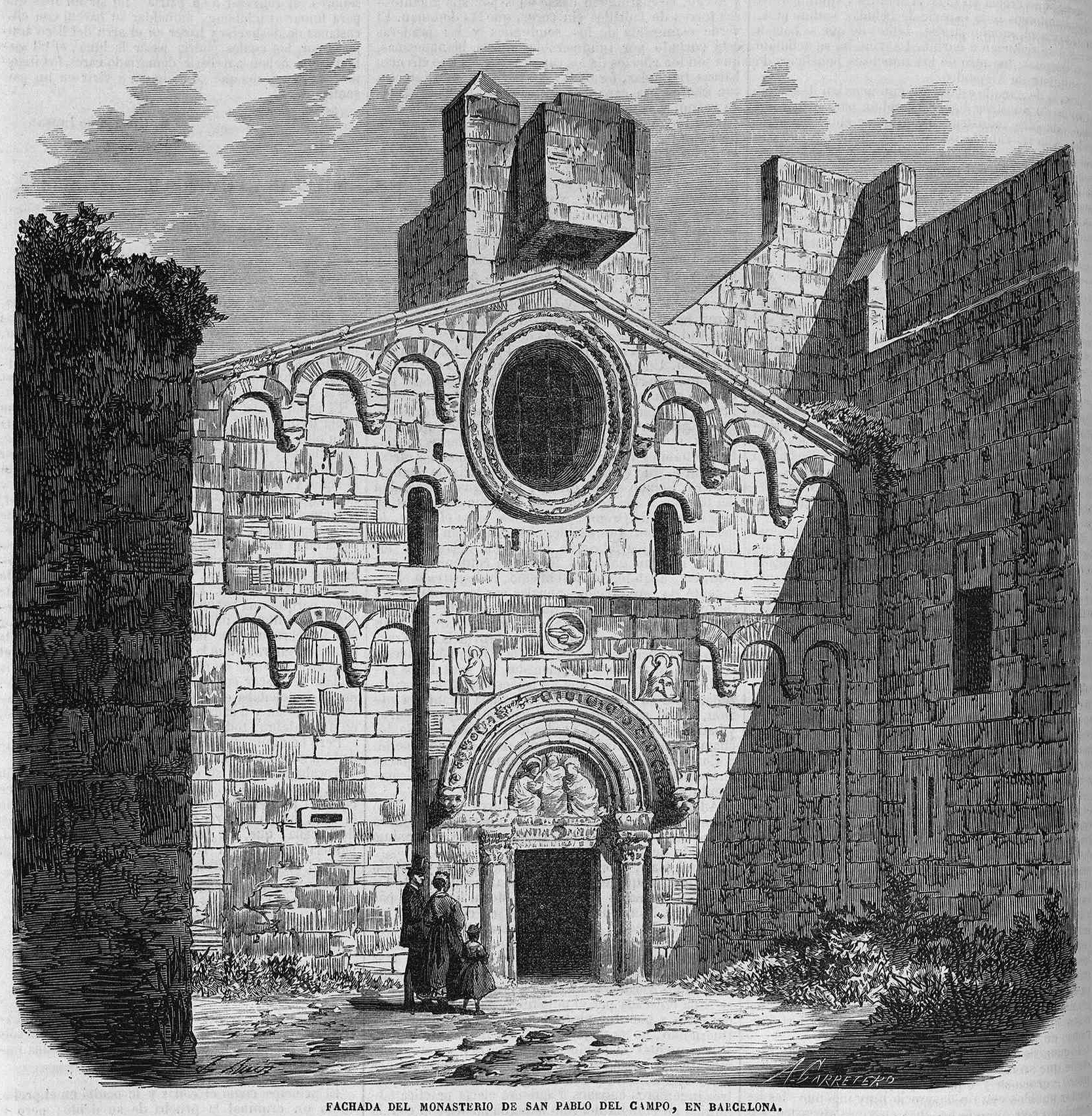
Façade du monastère sur une gravure publiée en 1868 dans Le Musée Universel

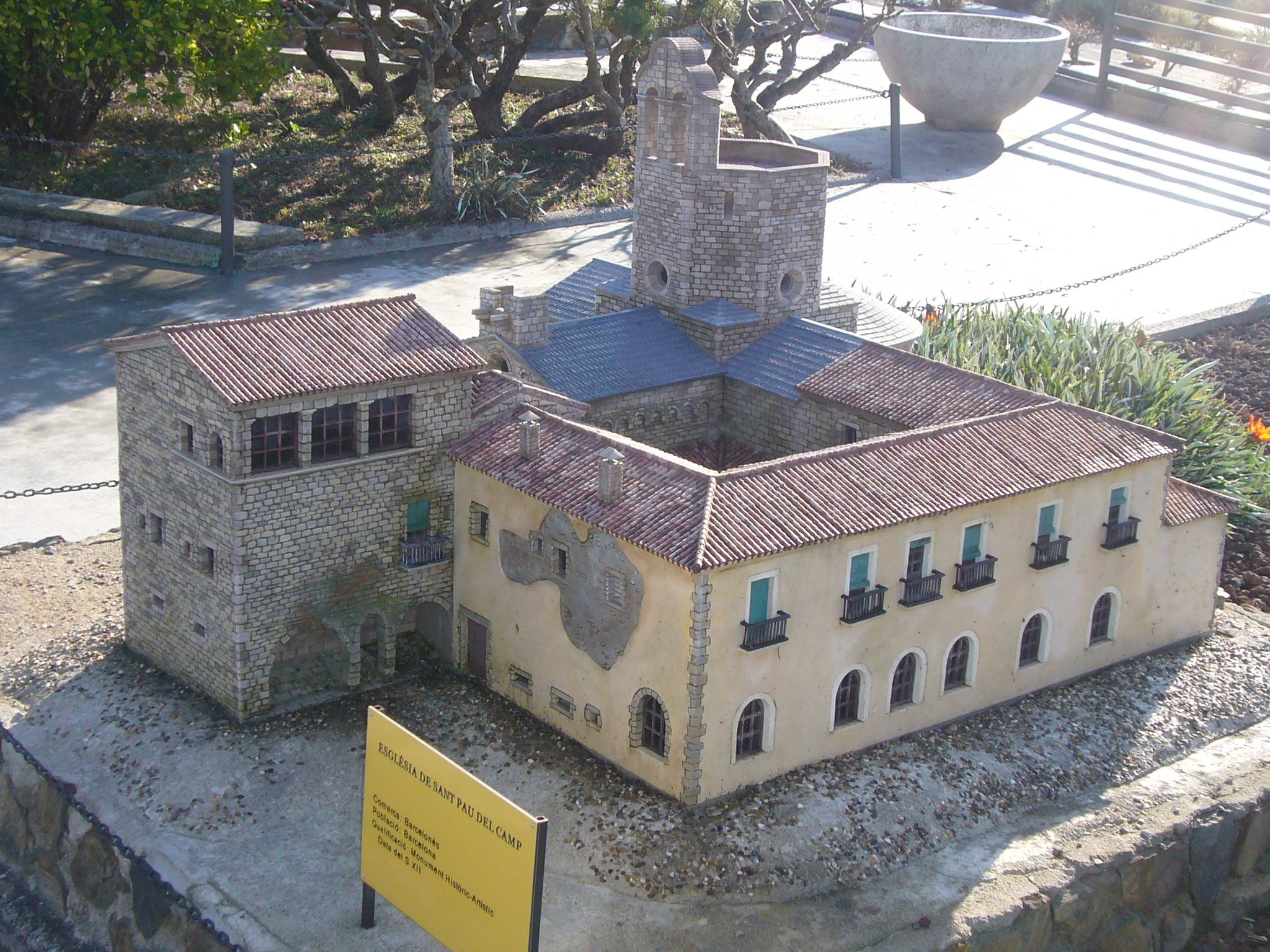
Maquette du monastère, dans Catalogne en Miniature

Il a été fondé à la fin du IXe siècle. Cette date est estimée par la pierre tombale trouvée dans le monastère correspondant à la tombe du comte de Barcelone Guifred II Borrell, fils de Guifred I le Velu, qui est mort le 26 avril 911. Il est possible que ce soit aussi le comte lui-même qui ait entamé la construction d'une église sur les restes d'un ancien bâtiment religieux et qu'il a établi ici une communauté de moines bénédictins. Le monastère se trouvait en dehors de la protection des murailles de la ville ; d'ici son nom, puisqu'il se trouvait alors en plein champ (camp).
Les premières notes documentées sur Sant Pau del Camp datent de 977. En 985, les troupes musulmanes d'Al-Mansour l'ont attaqué ; il a été presque complètement détruit et a été abandonné par la communauté. À partir de cette date il a été converti en une simple église consacrée à Sant Pau (saint Paul). En 1096 l'édifice a été restauré et une nouvelle communauté religieuse s'est installée.
La communauté a abandonné définitivement le monastère en 1835 avec la loi de désamortissement espagnol.
À partir de là le monastère est passé par divers usages. En 1842 il a été converti en école pour devenir une caserne militaire entre 1855 et 1890. En 1879 il a été déclaré Monument National grâce à l'intervention de divers citoyens, dont Víctor Balaguer. L'enceinte a été à nouveau dévastée pendant la Semaine Tragique de 1909 et en 1936. Ont alors été réalisées diverses restaurations.
La Bibliothèque de Réserve de l'Université de Barcelone conserve, à la suite du désamortissement, les fonds provenant du Monastère. Également, sont conservés des marques de propriété qui ont identifié le couvent tout au long de son existence.

## Bâtiment

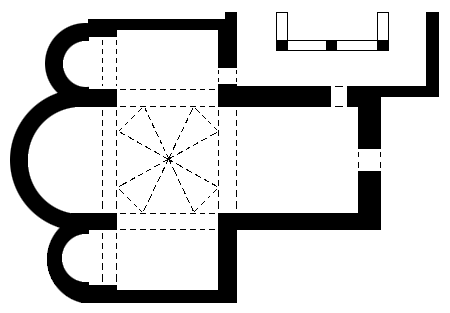
Plan du bâtiment.

Le cloître est petit et a été bâti au XIIIe siècle. Le bâtiment se trouve entouré d'un jardin dans lequel se trouve l'ancienne maison abbatiale bâtie après le  XIIIe siècle.

L'église a une seule nef avec plan en croix grecque. Elle a trois absides et un dôme avec transept. L'intérieur est couvert par des voûtes en berceau. Le portail de l'église est encadré par deux colonnes parachevées par deux anciens chapiteaux wisigoths réalisés en marbre. 

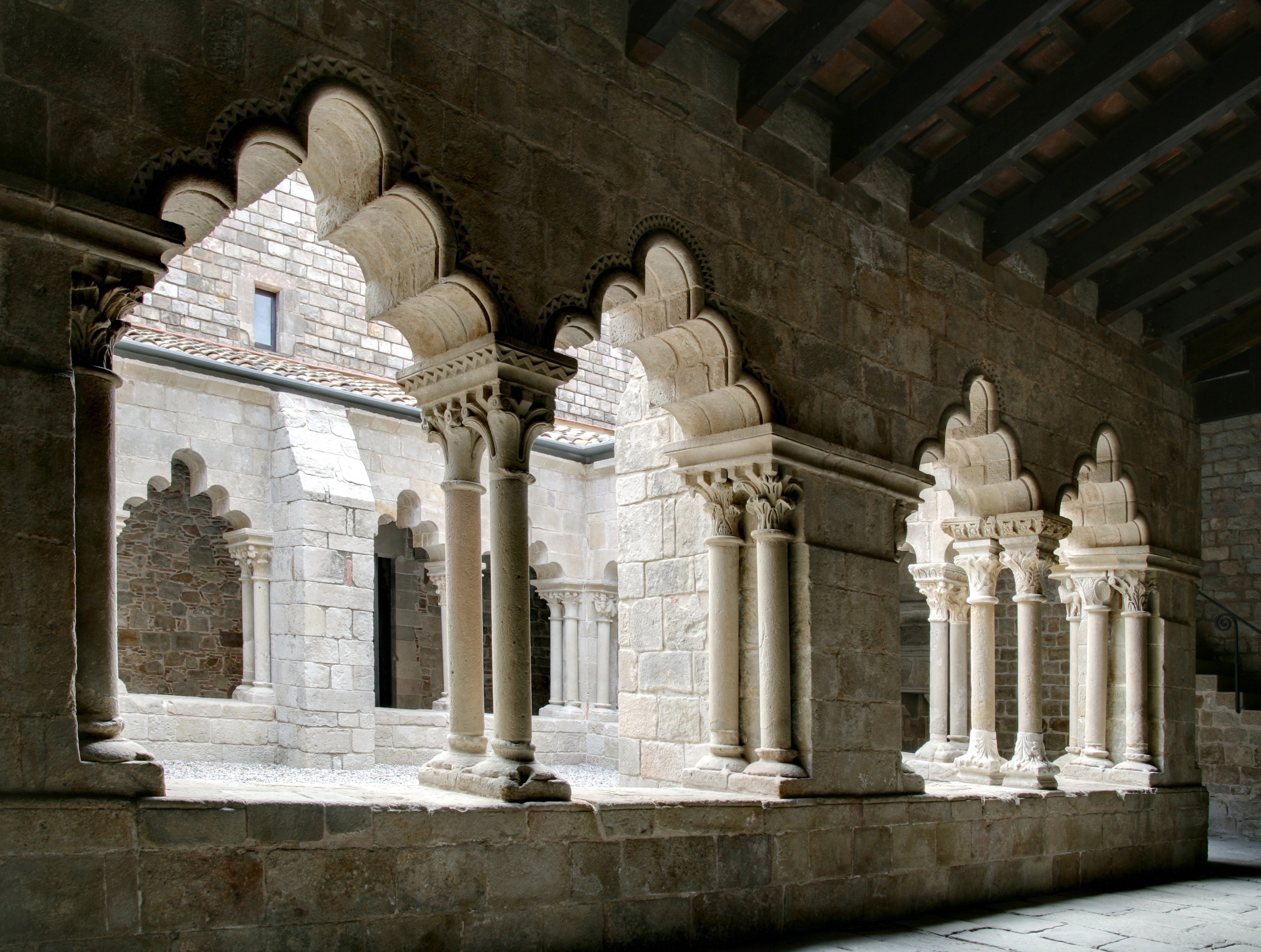
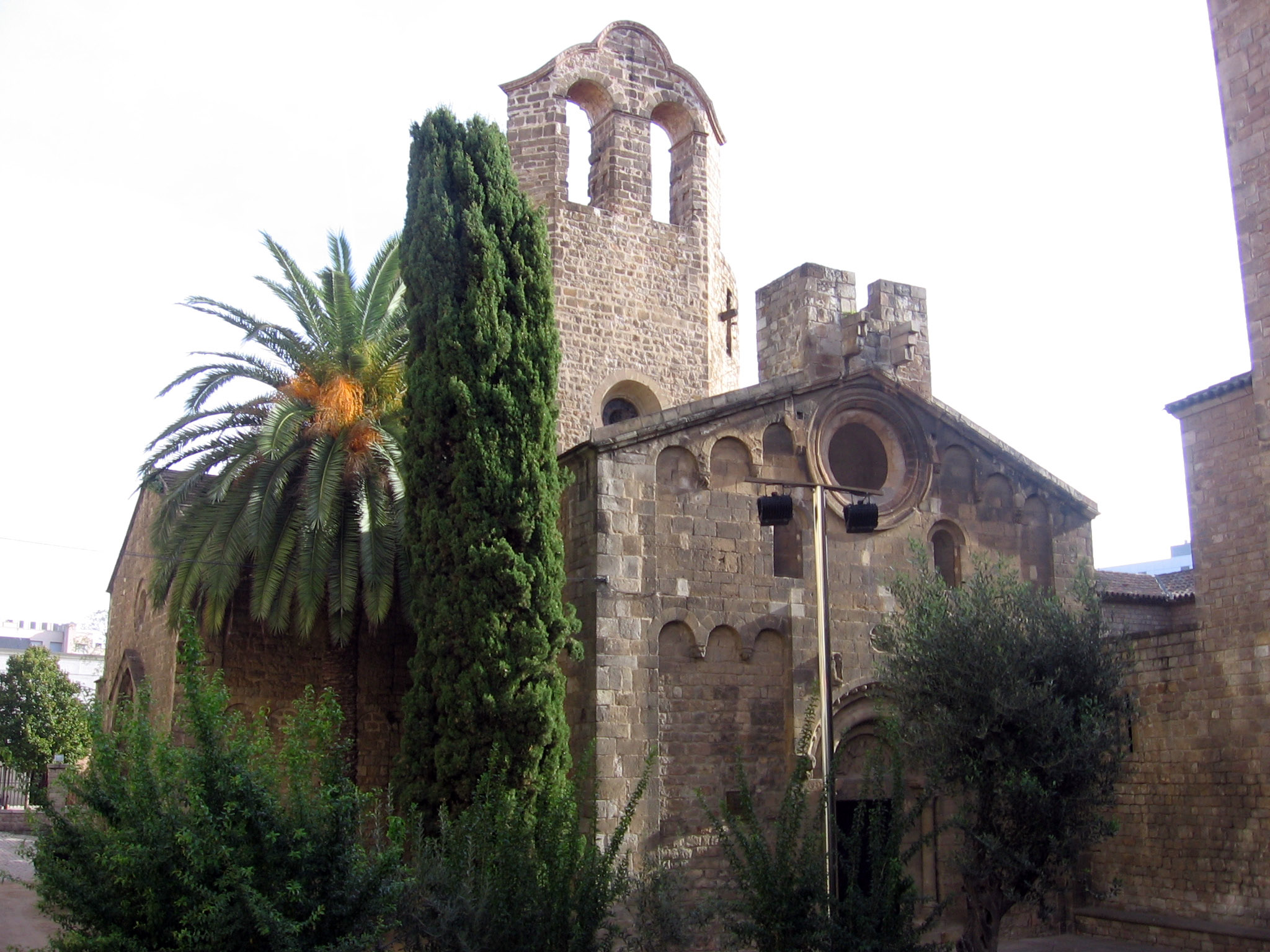
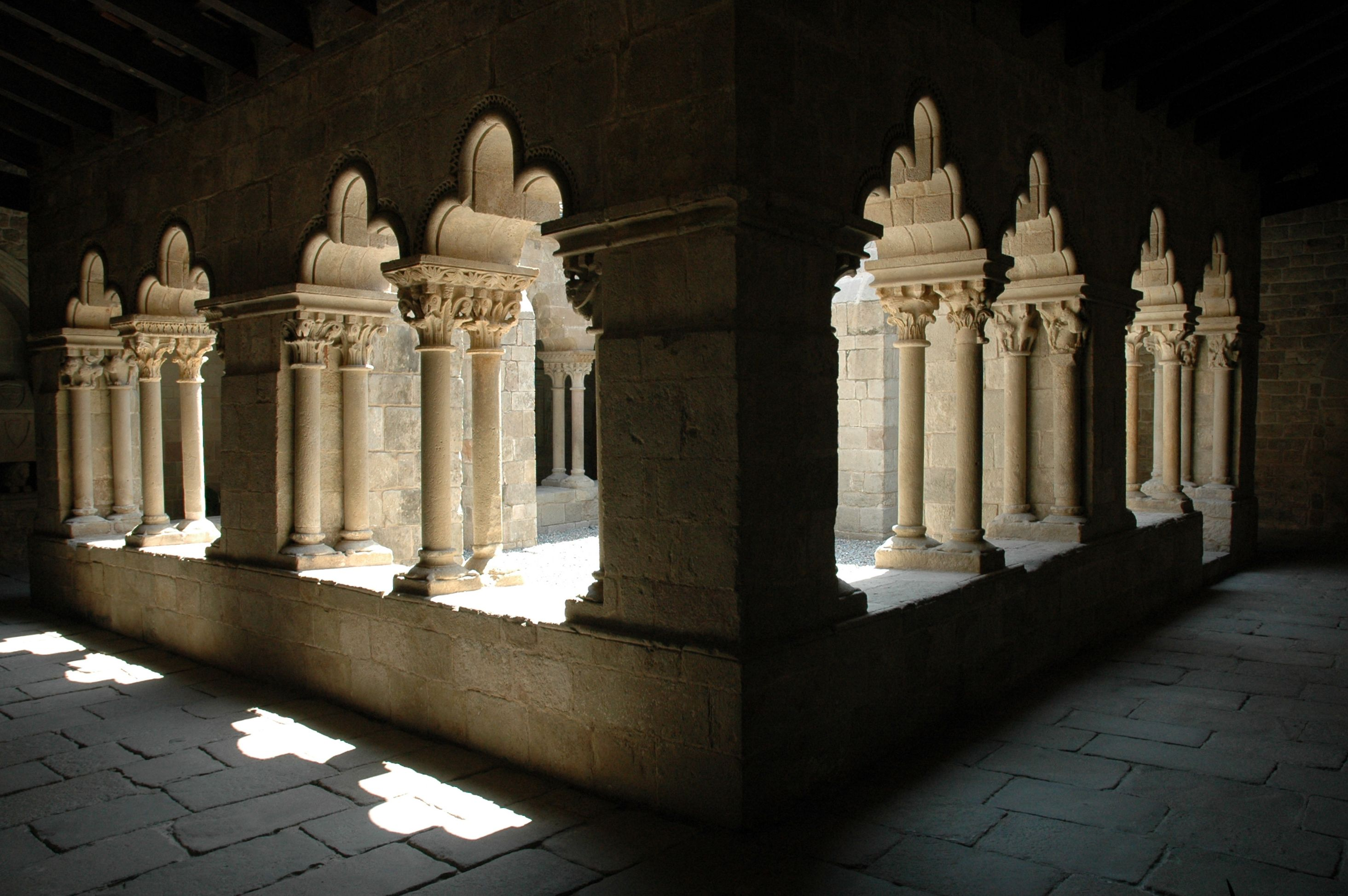
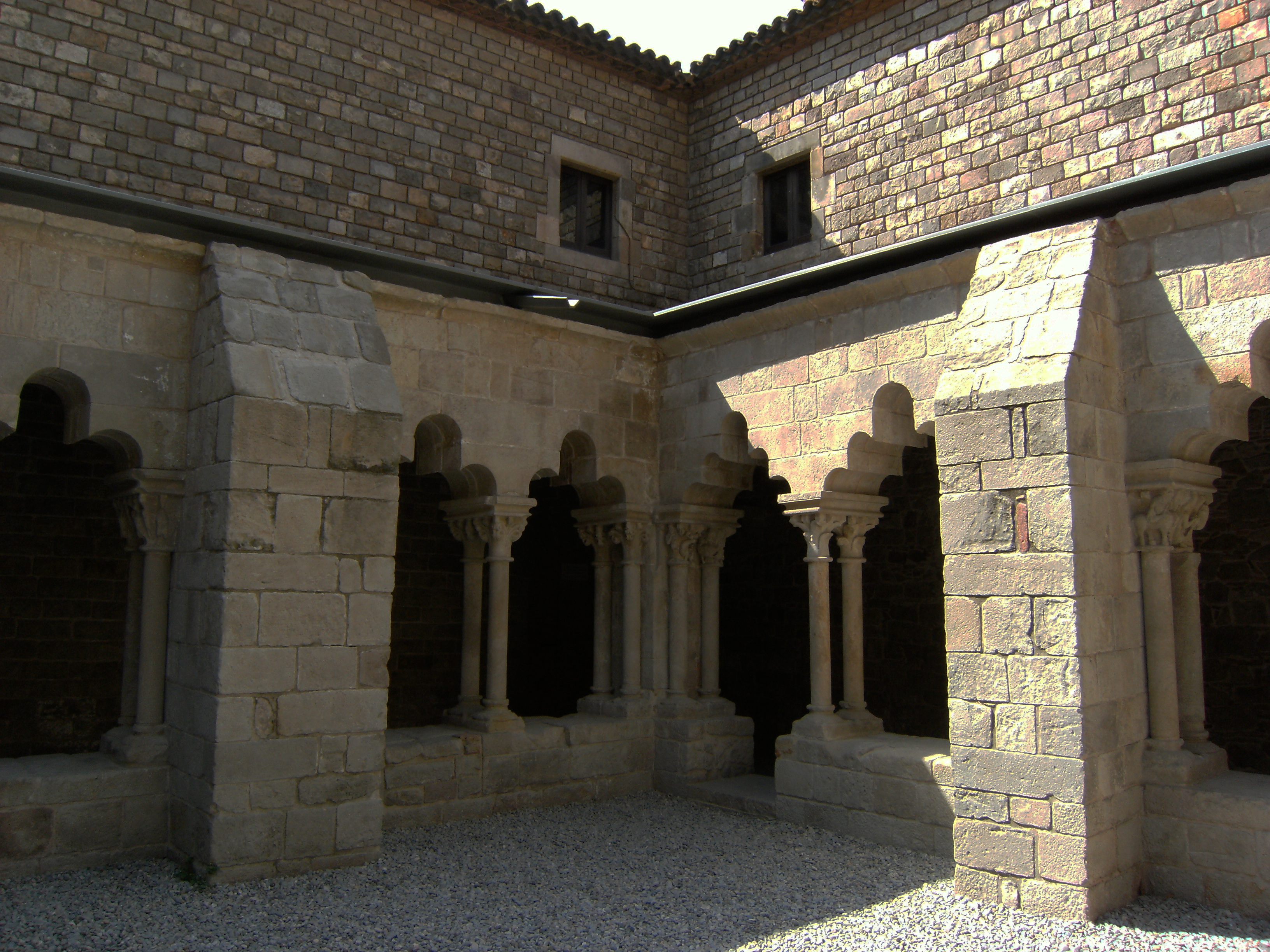
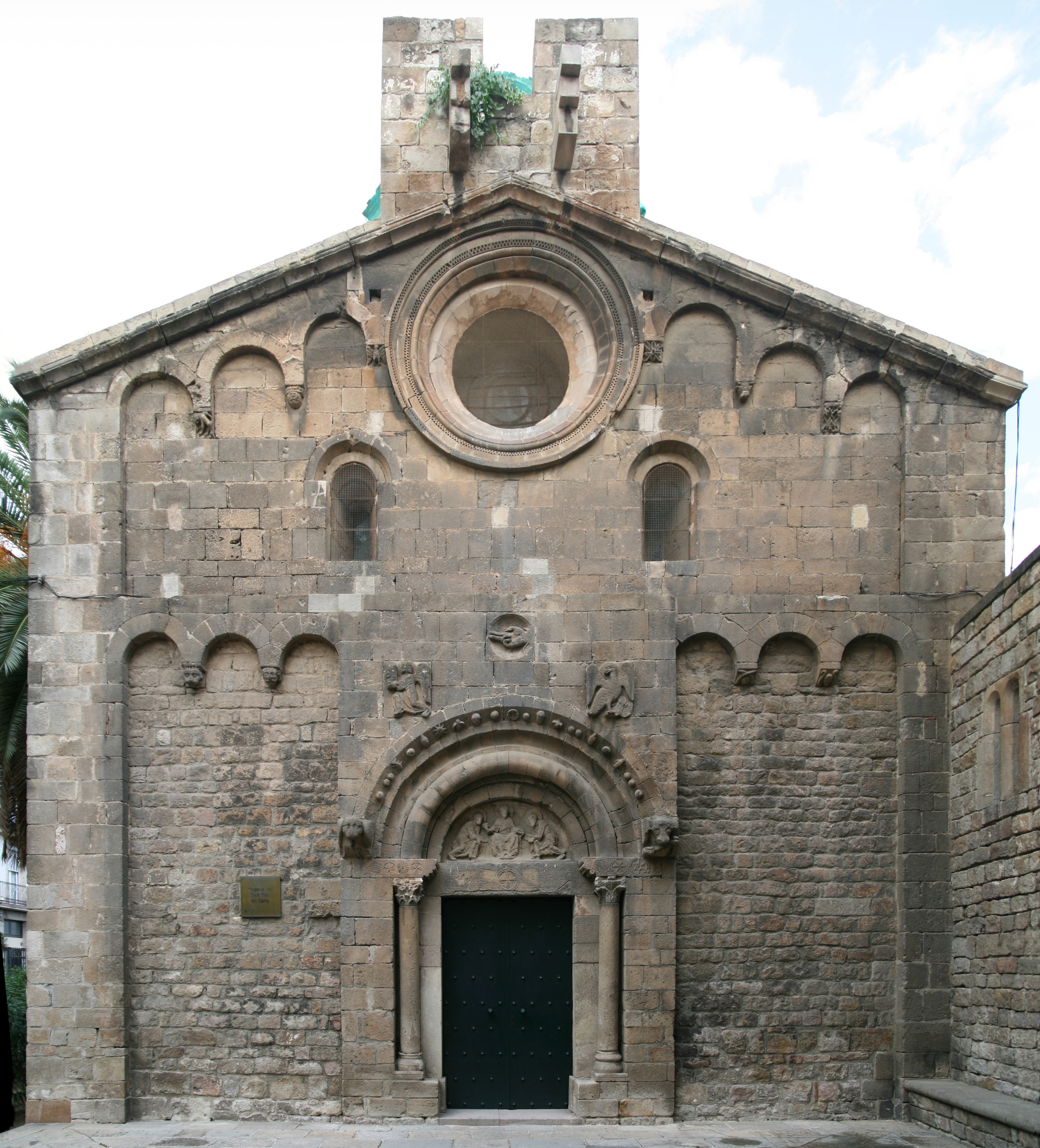

### Tombe de Guifred II
Dans la Salle capitulaire (XIVe siècle) est conservée la pierre tombale du présumé fondateur, le comte Guifred II de Barcelone, qui a souhaité être enterré dans ce monastère, en 911.

## Source de traduction
- (es) Cet article est partiellement ou en totalité issu de l’article de Wikipédia en espagnol intitulé « Monasterio de San Pablo del Campo » (voir la liste des auteurs).